# Раціональність
Раціональність (від лат. Ratio — розум) — термін у найширшому сенсі означає розумність, свідомість, протилежність ірраціональності. У більш вузькому значенні — характеристика знання з точки зору його відповідності деяким принципам мислення. Використання цього терміна часто пов'язане з увагою до відмінностей в таких принципах, тому прийнято говорити про різні типи раціональності.

## Загальний опис
Існують різні моделі філософського розгляду раціональности. Так, Макс Вебер розрізняє формальну і субстантивну раціональність. Перша полягає у здатності здійснювати калькуляцію і розрахунок в рамках прийняття економічного рішення. Субстантивна раціональність відноситься до більш узагальненої системи цінностей і стандартів, які інтегровані в світогляд. В інших моделях раціональности як її основа розглядалися узгодженість, емпірична адекватність, здатність до зростання змістовного знання. На сучасному етапі розвитку соціальних наук відбувається поступовий перегляд субстантивного розуміння раціональности як з точки зору постмодерністської критики цього концепту, так і з точки зору розвитку концепцій, які б враховували множинну онтологію раціональности. Саме ці концепції й закладають плюралістичне розуміння раціональности.
В плюралістичних трактуваннях підкреслюється, що раціональність є конструкт, який виконує роль методологічного обґрунтування знання, але не має універсального об'єктивного референта. Стосовно до різних культур і епох виділяють свої види раціональности: раціональність Нового часу, класична раціональність, некласична раціональність тощо. Кожній з таких раціональностей властивий свій стиль мислення, свої проблеми і методи їх вирішення, свій особливий тип розуму, що породжує таке знання, яке для даної епохи та культури вважається раціональним. Робляться і спроби виділити загальні для всіх видів раціональности риси.
У філософії науки проблема раціональности пов'язана з проблемою науковості та виділенням раціональних методів науки. Ця проблема відома як проблема демаркації та успішного рішення не має.

## Типи поведінки за рівнем раціональності

### Макс Вебер
Макс Вебер виділяє чотири види соціальної дії в залежності від раціональности індивіда: ціле-раціональну, ціннісно-раціональну, афективну й традиційну.
- Ціле-раціональна дія передбачає і враховує поведінку предметів зовнішнього світу та інших людей (критерієм раціональности є успіх). «Ціле-раціонально, — пише Вебер, — діє той, хто орієнтує свою дію відповідно до мети, засобів і побічних наслідків; і при цьому раціонально зважує як співвідношення затрат і цілей, так і цілей щодо побічних наслідків».

- Ціннісно-раціональна дія зумовлена свідомою вірою в етичні, естетичні, релігійні цінності, відповідно до яких і відбувається ця дія, незалежно від того, чи принесе ця дія успіх, чи ні. «Чисто ціннісно-раціонально, — читаємо у працях Вебера, — діє той, хто, не враховуючи можливі наслідки, діє відповідно до своїх переконань і виконує те, чого, як йому здається, вимагає від нього його обов'язок, його розуміння достоїнства, краси, його релігійні приписи, пріоритет або важливість якоїсь… „справи“. Ціннісно-раціональна дія… завжди є дією відповідно до „заповідей“ або „вимог“, які той, що діє вважає обов'язковими для себе».

- Афективна дія — дія під впливом афектів і почуттів. У випадку афективної дії, так само, як і у випадку ціннісно-раціональної, метою дії є власне сама ця дія, а не щось інше (результат, успіх тощо); побічні наслідки як у першому, так і в другому випадку до уваги не беруться.

- Традиційна дія — це дія під впливом звички, традиції.

Реальна поведінка індивіда, на думку Вебера, визначається, як правило, двома і більшою кількістю видів дії: у ній присутні і ціле-раціональні, і ціннісно-раціональні, й афективні, і традиційні моменти. У різних типах суспільств ті або інші види дії можуть домінувати: у традиційних суспільствах переважає традиційний та афективний типи соціальної дії, в індустріальному — ціле- і ціннісно-раціональний.

### Карл Густав Юнг
Карл Густав Юнг швейцарський психоаналітик в результаті своїх досліджень людської особистості виділив також 4 пари ознак, які послужили основою типології особистості:
- «Мислення» / «почуття»
- «Інтуїція» / «відчуття»
- «Судження» / «сприйняття» («раціональність» / «ірраціональність»),
- «Екстраверсія» / «інтроверсія».

В залежності від ознаки раціональність / ірраціональність у людини домінує одна з перших двох пар ознак («мислення» / «почуття» для раціональний, і «інтуїція» / «відчуття» для ірраціональний), при цьому поняття екстраверсія / інтроверсія застосовувалося тільки до проявів цієї домінуючою пари ознак.

## Якість раціональності
Деякі філософи вважають, що розумне обґрунтування має бути незалежним від емоцій чи особистих почуттів. Будь-який процес оцінки та аналізу, які можна назвати раціональним, як очікується, буде дуже об'єктивний, логічний та «механічний». Якщо ці мінімальні вимоги не виконуються, тобто якщо людина була, хоч трохи, під впливом особистих емоцій, почуттів і культурних особливостей, моральних кодексів та норм, то аналіз можна назвати ірраціональним, у зв'язку з введенням суб'єктивної упередженості. Як видно із сучасної когнітивної науки та неврології, вивчення ролі емоцій в психічній функції, що жодна людина ніколи не задовольняється цим критерієм.

## Приклади застосування раціональности в різних областях
Раціональна поведінка — поведінка, направлена на прийняття раціональних рішень, які в умовах, що склалися найкращим чином відповідають життєвим потребам індивіду або спільноти, організації. Згідно з цим визначенням, індивідуальні рішення, продиктовані сприйняттям поведінки оточуючих, досвідом самого індивіда, закріпленого в його звичках і навичках, можна вважати раціональними. У той же час, логічне мислення дозволяє вирватися за рамки звичної поведінки.

### Раціональність та економічна теорія
Раціональність в економічній теорії є найважливішою передумовою неокласичного синтезу і зазвичай асоціюється з егоїстичною поведінкою, максимізацією. У повсякденній свідомості поняття раціональности є синонім розумності і розсудливості. На думку представників поведінкової економіки, раціональність — це синонім несуперечливості переваг, що виявляються індивідами в актах вибору [Архівовано 10 січня 2017 у Wayback Machine.]. Економічна поведінка в цілому є раціональною, але це не означає, що вона повністю усвідомлена, виважена, направлена на оптимізацію, а лише вказує на практичну прийнятість такої поведінки і її відповідність досяжному в даних умовах рівню задоволення потреб.
Економічні дії не завжди пов'язані з егоїстичним поведінкою. Як показав Герберт Саймон, в еволюційній перспективі прийняття передумови альтруїстичної поведінки індивідами і групами призводить до переваги в порівнянні з передумовою егоїстичної максимізації. Альтруїзм є не що інше, як адаптивна реакція індивідів, які асоціюють свої інтереси з інтересами групи або іншого колективу.

### Штучний інтелект
У такій галузі як штучний інтелект, раціональним агентом вважається той агент, який максимізує свою очікувану корисність з урахуванням його поточних значень. Функція корисності довільно визначається розробником, але також повинна бути й функція продуктивності, яка є безпосередньо вимірювальними наслідками, наприклад, такими як виграш чи програш грошей. Наприклад, для того щоб зробити безпечного агента, який грає в обороні, нелінійної функції продуктивності, часто бажано щоб нагорода за поразку була нижче ніж покарання за поразку. Агент може бути раціональним у своїй області проблеми, але знайти раціональне рішення для як завгодно складних проблем практично неможливо. Раціональність людського мислення є однією з ключових проблем в області психології мислення.